# Jovim
Jovim is een plaats (freguesia) in de Portugese gemeente Gondomar en telt 7 112 inwoners (2001).